# The Last Broadcast
The Last Broadcast är Doves andra musikalbum. Albumet släpptes den 29 april 2002 och placerades som nummer ett på den brittiska albumlistan.

## Låtlista
1. "Intro" - 1:18
2. "Words" - 5:42
3. "There Goes the Fear" - 6:54
4. "M62 Song" - 3:48
5. "Where We're Calling From" - 1:24
6. "N.Y." - 5:46
7. "Satellites" - 6:50
8. "Friday's Dust" - 3:35
9. "Pounding" - 4:45
10. "Last Broadcast" - 3:22
11. "The Sulphur Man" - 4:37
12. "Caught by the River" - 5:55